# Kammerton
Kammerton a1 (440 Hz)
 
Der Kammerton, auch Stimmton und Normalton genannt, ist ein als gemeinsamer Bezugspunkt definierter Ton, auf den die Instrumente einer Musikgruppe gleich hoch eingestimmt werden. Die Tonhöhe des allgemein verwendeten Kammertons A ist nach mehrfachen Festlegungen in der Musikgeschichte heute das eingestrichene A (a′ auch a1).
Der seit einer internationalen Konferenz in London 1939 in vielen Ländern gültige Standard-Kammerton oder Normalstimmton ist festgelegt auf a1 = 440 Hertz (Hz). In deutschen und österreichischen Sinfonieorchestern ist jedoch a1 = 443 Hz üblich, in der Schweiz a1 = 442 Hz.
Statt der Tonbezeichnung a1 (auch a′ geschrieben, daher „eingestrichenes“ a) wird auch die internationale Bezeichnung A4 oder im MIDI-Protokoll 69 verwendet.

## Zur Bezeichnung „Kammerton“
„Kammer-“ bezieht sich auf die fürstlichen Privatgemächer, in denen früher musiziert wurde. Daher gibt es historisch einen Gegensatz zwischen „Kammerton“ und „Kirchenton“ (auch Orgelton oder „Chorton“ genannt). Die Begriffsgeschichte des „Kammertons“ und seine Abgrenzung vom „Kirchenton“ ist komplex; sie wurden gelegentlich gleichgesetzt, konnten sich aber auch um bis zu einem Ganzton unterscheiden. In dem 1732 erschienenen Musiklexikon von Johann Gottfried Walther werden die ursprünglichen und von Praetorius bezeugten Bedeutungen dieser beiden Ausdrücke bei dem Lemma „Cammer-Ton“ gegeneinander vertauscht. Leonhard Euler erläuterte wenige Jahre später ein Berechnungsverfahren, nach welchem die „Zahl der Vibrationen, so in einer Secundminute zu Ende gebracht werden“ mit der Zahl 392 angegeben werden müsse. Diese Tonhöhe käme mit demjenigen Ton überein, „der auf dem Instrument mit a bezeichnet wird.“ Er meinte damit offensichtlich den von Walther 1732 definierten tieferen „Cammer-Ton“. Außerdem gab es noch den Cornettton und den Opernton. Diese Unterscheidung verlor sich nach 1800.

## Entwicklung
Bis in das 19. Jahrhundert hinein gab es keine einheitliche Stimmhöhe, sondern es wurde abhängig von Ort oder Region wie auch nach Art der Musik unterschiedlich eingestimmt.
Verglichen mit dem heutigen Standardkammerton lagen die Stimmtöne im 16. Jahrhundert um bis zu vier Halbtöne tiefer oder um bis zu drei Halbtöne höher. In der Mitte des 18. Jahrhunderts schwankten die Stimmungen etwa im Bereich von −2 bis +2 Halbtöne und Mitte des 19. Jahrhunderts im Bereich von −1 bis +1 Halbton, bezogen auf a1 = 440 Hz. Dabei wurden in Österreich, Deutschland, Italien und den Niederlanden tendenziell höhere, in Frankreich und England eher tiefere Stimmtöne bevorzugt.
Durch ein zunehmend interregionales und internationales Musikleben wuchs das Bedürfnis nach einem einheitlichen Stimmton. Im Jahr 1788 einigte man sich zunächst in Paris auf 409 Hz für das eingestrichene a, die (frühe) Pariser Stimmung. Später wurde dort 1858 durch die französische Akademie, unter Napoleon III., der Kammerton a′ dann auf 435 Hz festgelegt (mit der damaligen Bezeichnung als „435 Doppelschwingungen pro Sekunde“), für Frankreich gesetzlich eingeführt und in benachbarten Ländern übernommen.
Für Russland, Schweden, Italien und verschiedene deutsche Staaten beschloss eine internationale Stimmtonkonferenz 1885 in Wien einen internationalen Normstimmton mit ebenfalls 435 Hz. Grundlage dieser Festlegung war eine Aussendung der Gesellschaft der Musikfreunde in Wien: Vor der Konferenz wurden Stimmgabel-Rohlinge versendet, mit dem Ersuchen, diese Rohlinge jeweils vor Ort so zurechtzuschleifen, dass damit der dort verwendete Stimmton wiedergegeben wurde. Auf diese Weise langten fast 100 Stimmgabeln in Wien ein, auf deren Grundlage die Stimmtonkonferenz arbeitete. Die Stimmgabeln werden im Archiv der Gesellschaft der Musikfreunde in Wien aufbewahrt.
Als „Herstellung der Normalstimmgabel“ findet dieser Beschluss sich auch im Friedensvertrag von Versailles wieder.
In der österreichischen Militärmusik und dadurch beeinflusst auch in der Blasmusik herrschte dagegen ab der Mitte des 19. Jahrhunderts bis 1938 der sogenannte türkische Ton mit 461 Hz vor, der von den Wiener Original Hoch- und Deutschmeistern auch seit 1945 wieder verwendet wird. Viele österreichische Amateurkapellen blieben sehr lange bei dieser Stimmung, weil sie sich erst ab den späten 1960er Jahren neue Instrumente in der Normalstimmung ({\displaystyle \approx }440 Hz) leisten konnten.
Das Bundesheer und die Gendarmerie- und Polizeikapellen in Österreich stimmten nach 1945 in der Normalstimmung; die heute in der Praxis bei etwa 442/443 Hz liegt.
Die britische Militärmusik hatte – ebenso wie fast alle Sinfonieorchester (ab etwa 1830) in Großbritannien – eine Stimmung von etwa 453 Hz. Als dann die Orchester nach massiven Protesten bis hin zu Streiks der Sänger den Stimmton nach und nach auf etwa 438 Hz absenkten, folgten die Militärkapellen um 1927. Die Brass Bands behielten diese Stimmung jedoch noch länger, erst in den 1960er Jahren stellte Boosey & Hawkes die Produktion hochgestimmter Brass-Band-Instrumente ein. (Viele Blechblasinstrumente lassen sich durch Ausziehen auf den neuen „pitch“ von 440 Hz umstimmen; die Holzbläser benötigten aber komplett neue Instrumente.)

### Unterschiedliche Vorschläge für den Stimmton
Joseph Sauveur (1653–1716) und später auch Ernst Chladni (1756–1827) machten den Vorschlag einer auf C basierenden Stimmung, und zwar derart, dass eine Frequenz mit einer Schwingungs-Periode von genau einer Sekunde ein tiefes C darstellen solle. Das gegenüber diesem C6 von 1 Hz um acht Oktaven höhere eingestrichene  C (c′ oder c1) hätte damit die 28-fache Frequenz von 256 Hz (entspricht −37,6 Cent gegenüber einer Stimmung mit a1 = 440 Hz).
Dieser Vorschlag fand in der zweiten Hälfte des 19. Jahrhunderts auch im deutschsprachigen Raum zunehmend Fürsprecher und wurde in namhaften Publikationen wissenschaftlich diskutiert, so schrieb beispielsweise Gustav Schubring 1868:

„Eine noch etwas tiefere Stimmung hat Chladni schon im Anfange dieses [19.] Jahrhunderts vorgeschlagen, indem er nicht den Ton a als Grundlage benutzte, sondern C […]. Der Ton C1 erhielt in Folge dessen die absolute Schwingungszahl 256 und daraus berechnen sich die verschiedenen in di[e]se Octave gehörigen Töne a wie folgt:
die reine Sexte a1 = 426 2⁄3,
die pythagoreische Sexte A1 = 432,
die gleichschwebende Sexte A1 = 430,538[96...].“

„Der Einwurf dass dieselbe [Chladni’sche Stimmung] für die Musik zu tief sei[,] ist nicht gerechtfertigt, denn sie stimmt fast genau überein mit der Pariser Stimmung von 1829 ([Rossini,]„Tell“) [auf 431 Schwingungen]. Da man nun jetzt angefangen hat[,] die seit 100 und mehr Jahren allmählich emporgeschraubte absolute Tonhöhe wieder herunterzusetzen, so kommt man vielleicht auch einmal wieder zu der natürlichen Stimmung von Chladni, und dann wird man hoffentlich definitiv bei ihr stehen bleiben.“

„Legt man der Berechnung das von Scheibler vorgeschlagene a′ mit 440 Schwingungen zu Grunde, so erhält man […] C' mit 264 Schwingungen in der Secunde; […].“

„Diese Stimmung wird jetzt vielfach als zu hoch angesehen und man hat daher auch in Deutschland schon an manchen Orten die oben erwähnte‚ tiefe Pariser Stimmung‘ [von 1858 auf 435 Schwingungen] eingeführt; aber selbst diese Stimmung ist in Vergleich zu den früher gebräuchlichen Stimmungen immer noch ziemlich hoch; Chladni z. B. gibt als eine mittlere Tonhöhe diejenige an, bei der die Schwingungszahlen aller C Potenzen von 2 sind. Hiernach kommen auf das Contra-C 32 Schwingungen, auf das grosse C 64.... auf das der eingestrichenen Octave 256 Schwingungen.
 […] Wollte man aber auf dem genannten Tone C' eine gleichschwebend temperirte Tonleiter aufbauen, so würde sich ein
A′ mit 256 · 1,68179 = 430,538
Schwingungen ergeben, was also ziemlich genau der Tonhöhe des Orchesters in der grossen Oper zu Paris im Jahre 1822 entspricht, denn dasselbe hatte damals eine Stimmgabel mit 431 Schwingungen.“

Giuseppe Verdi plädierte 1884 für eine Frequenz für a1 von 432 Schwingungen pro Sekunde. Diesen Vorschlag Verdis befürworteten die Sänger Luciano Pavarotti, Dietrich Fischer-Dieskau, Peter Schreier und andere. Als Ideal soll Giuseppe Verdi und Nikolaus Harnoncourt 430 Hz vorgeschwebt sein.

### Festlegung des Standardkammertons 440 Hz
Die bis heute letzte internationale Stimmtonkonferenz wurde 1939 von der International Federation of the National Standardizing Associations in London durchgeführt und erstellte eine Norm für die Kammerton-Frequenz von 440 Hz für den Ton a1 (Standard ISO 16), in Deutschland folgte das Deutsche Institut für Normung e. V. (DIN) dieser Regelung und erstellte die DIN 1317-1 für die Normung der Stimmtonhöhe allgemein, die DIN 1317-2 für die Stimmgabel und die DIN 1317-3 für die Orgel. Der Europarat übernahm diese Norm am 30. Juni 1971.

## Praxis

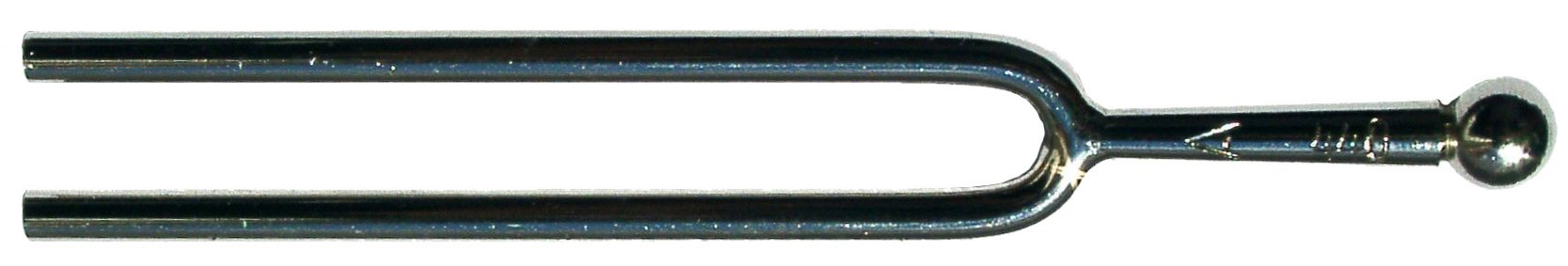
Stimmgabel – hier eine für den Ton a^{1} mit 440 Hz

Die klassische Methode, den Kammerton anzugeben, ist die Stimmgabel, die 1711 von dem englischen Militärtrompeter John Shore entwickelt wurde; alternativ gibt es auch Stimmpfeifen. Heutzutage werden zunehmend elektronische Stimmgeräte eingesetzt. In manchen Telefonnetzen hat auch der Wählton 440 Hz; im Netz der Deutschen Telekom liegt er allerdings 70 Cent – erheblich mehr als einen Viertelton – tiefer. In Österreich bietet das Bundesamt für Eich- und Vermessungswesen den Stimmton 440 Hz unter der Telefonnummer +43 1 21110 1507 an.
In deutschen und österreichischen Orchestern hat sich – unabhängig von der nach wie vor international gültigen Normstimmhöhe von 440 Hz – die Frequenz von 443 Hz als Kammerton eingebürgert. Dieser Ton wird zu Beginn der Probe oder der Aufführung von der Oboe angegeben, vom Konzertmeister (das heißt dem führenden Instrumentalisten der Stimmgruppe der ersten Geigen) abgenommen, der seine Geige nach diesem Ton stimmt und ihn dann an das übrige Orchester „weiterreicht“. Bei Beteiligung eines nicht ohne Aufwand stimmbaren Instrumentes (z. B. Klavier, Cembalo und Orgel) gibt dieses anstelle der Oboe den Ton vor.
In anderen Ländern sind auch andere Stimmhöhen von 440 Hz bis 444 Hz (entspricht +16 Cent) üblich, beispielsweise herrscht in der Schweiz und Italien ein Stimmton von 442 Hz (+8 Cent) vor. Die Berliner Philharmoniker verwendeten unter Herbert von Karajan sogar 445 Hz. Ende der 1970er Jahre behauptete der Berliner Chordirigent Fritz Weisse anlässlich eines Gastdirigates beim Münchner Rundfunkchor, dass man neulich 449 Hz (entspricht +35 Cent) bei den ‚Berlinern‘ in der Philharmonie gemessen habe. Noch Anfang 1994 bemerkte Werner Thärichen anlässlich eines Dirigierseminars in Mürzzuschlag resignierend: „Wenn es doch nur bei 445 Hz bliebe!“ (In seinen Büchern hatte er dieses leidige Thema ausführlich behandelt.) Eine erhebliche Anzahl von Aufnahmen aus den 1960er Jahren mit den ‚Berlinern‘ weist einen Stimmton auf, der weit über 445 Hz liegt; wie zum Beispiel die 9. Mahler mit Sir John Barbirolli, oder die 6. Bruckner mit Joseph Keilberth.
Bei den Wiener Philharmonikern wird seit etwa 1983 der Kammerton a1 nicht mehr von der Oboe, sondern vom Konzertmeister angegeben. Bei dieser Umstellung wurde die Tonhöhe von 445 auf 444 Hz reduziert und durch ein Stimmtongerät gesichert. Davor war es bei „extremen klimatischen Bedingungen“ vorgekommen, dass der Ton am Ende einer Opernvorstellung 448 Hz und mehr erreicht hatte. Vor der Übernahme der 435 Hz (−20 Cent) aufgrund des Beschlusses der Pariser Stimmtonkonferenz 1858 durch den (damals noch provisorischen) Direktor der Hofoper Matteo Salvi 1861 hatte die Stimmung der Philharmoniker bei 466 Hz (+99 Cent) gelegen. In späteren Jahren stieg die Stimmung erneut, 2016 wird allerdings auch bei den Wiener Philharmonikern auf 443 Hz (+12 Cent) eingestimmt. Ausführungen, wonach in Wien (an der Wiener Staatsoper) die Stimmung höher liege als anderswo, treffen damit zwar (außerhalb von Deutschland und Österreich) noch immer, aber zumindest nicht mehr in dem Ausmaß zu, der im 19. Jahrhundert gegolten hätte.
Für die Musizierpraxis auf historischen Instrumenten wird häufig ein Kammerton von 415 Hz (−101 Cent, das ist gegenüber 440 Hz etwa einen Halbton tiefer) für barockes, 430 Hz (−40 Cent) für klassisches und 438 Hz (−8 Cent) für romantisches Instrumentarium verwendet.

## Instrumentenbau und Stimmton
Die vielen unterschiedlichen Kammertöne sind bei Holz-Bläsern nicht sehr beliebt. Während Streicher – die im Allgemeinen als die „Hauptschuldigen“ des Höhertreibens angesehen werden – ohne große Mühe höher und auch tiefer stimmen können, haben Holzbläser sehr wenig Spielraum. Instrumentenmacher haben zwar stets auf Grund ihrer Lebenserfahrung die Instrumente etwas höher als für den jeweils üblichen Stimmton hergestellt, aber mehr als 3 bis 4 Hz nach unten und oben sind nur schwer möglich. (Auch der unterschiedliche Ansatz z. B. von Flötisten – offen oder gedeckt, auch das jeweilige Rohrblatt – leicht oder schwer – muss berücksichtigt werden.) Besonders kritisch sind in dieser Beziehung Klarinetten, weil sie in die Duodezim überblasen und schnell „in sich“ unrein werden.
Blechblasinstrumente jedoch können oft einen Halbton tiefer gestimmt werden; werden die Stimmzüge ausgewechselt, sogar einen Ganzton. B-Trompeten und „Cornets“ wurden früher gerne nach A umgestimmt, um Kreuztonarten leichter intonieren zu können, etwa in der Oper Carmen von George Bizet. Für die großen F-Trompeten, die man auch in E spielen konnte, gab es Stimmzüge für die Es/D-Stimmung.
Oft besitzen Bläser zwei Instrumente, eines für ihr Orchester und das andere – tiefere – für Konzerte in Kirchen, wo die Orgeln oft um 438 bis 440 Hz gestimmt sind.
Sogar Musiker ohne das absolute Gehör haben oft Schwierigkeiten, beim Wechsel des Stimmtons sauber zu intonieren, da man sich an den Klang in der sonst verwendeten Stimmung gewöhnt hat.

## Stimmtöne
Zum Stimmen von Instrumenten können die folgenden Sinustöne verwendet werden:
| 431 Hertz (−35,8 Cent) |  | 432 Hertz (−31,8 Cent) |  |
| 433 Hertz (−27,8 Cent) |  | 434 Hertz (−23,8 Cent) |  |
| 435 Hertz (−19,8 Cent) |  | 436 Hertz (−15,8 Cent) |  |
| 437 Hertz (−11,8 Cent) |  | 438 Hertz (−7,9 Cent)  |  |
| 439 Hertz (−3,9 Cent)  |  | 440 Hertz (±0,0 Cent)  |  |
| 441 Hertz (+3,9 Cent)  |  | 442 Hertz (+7,9 Cent)  |  |
| 443 Hertz (+11,8 Cent) |  | 444 Hertz (+15,7 Cent) |  |
| 445 Hertz (+19,6 Cent) |  | 446 Hertz (+23,4 Cent) |  |